# Erode
Erode é uma cidade e um município no distrito de Erode, no estado indiano de Tamil Nadu.